# Phellinus scleropileatus
Phellinus scleropileatus är en svampart som beskrevs av X.L. Zeng 1987. Phellinus scleropileatus ingår i släktet Phellinus och familjen Hymenochaetaceae.   Inga underarter finns listade i Catalogue of Life.